# Massawarat es-Sufra
Massawarat es-Sufra, o Mussawarat es-Sufra, árabe:المصورات الصفراء al-Musawwarāt as-sufrā, Meroítico: Aborepi, egipcio antiguo: jbrp, jpbr-ˁnḫ, es un gran complejo de templos meroiticos en el Sudán moderno, que data de principios del siglo III ANE. Se encuentra en la Butana, a 180 km al noreste de Jartum y a unos 25 km al sudeste del Nilo. Juntos con Meroë y Naqa, el complejo forma parte de la Isla de Meroe, y fue declarado Patrimonio de la Humanidad por la UNESCO en 2011. Construido en piedra arenisca, sus características principales incluyen el Gran Recinto, el Templo del León y el Gran Embalse. Significativo es el número de representaciones de elefantes en los templos, lo que sugiere que este animal desempeñó un papel importante en Musawwarat es-Sufra. 

## Investigación
Musawwarat es-Sufra fue mencionada originalmente por Linant de Bellefonds en 1822, y poco después por Frédéric Cailliaud. La primera descripción detallada del sitio fue hecha por Karl Richard Lepsius. El trabajo de campo arqueológico fue conducido por la expedición Butana de la Universidad Humboldt de Berlín bajo la dirección de Fritz Hintze desde 1960 hasta 1970. Entre otros se reedificó el Templo del León, que se había derrumbado en la antigüedad, y se construyeron un nuevo techo.

## Templo del León
El Templo del León es un templo rectangular de una sola cámara de 14,21 m de largo, 9,13 m de ancho y 4,7 m de alto con pilono y seis columnas de tambores. Erigido por el rey Arnekhamani y dedicado a Apedemak, el templo tiene inscripciones en jeroglíficos egipcios y representaciones de elefantes y leones, así como relieves de Apedemak representado como un dios de tres cabezas en las paredes exteriores.

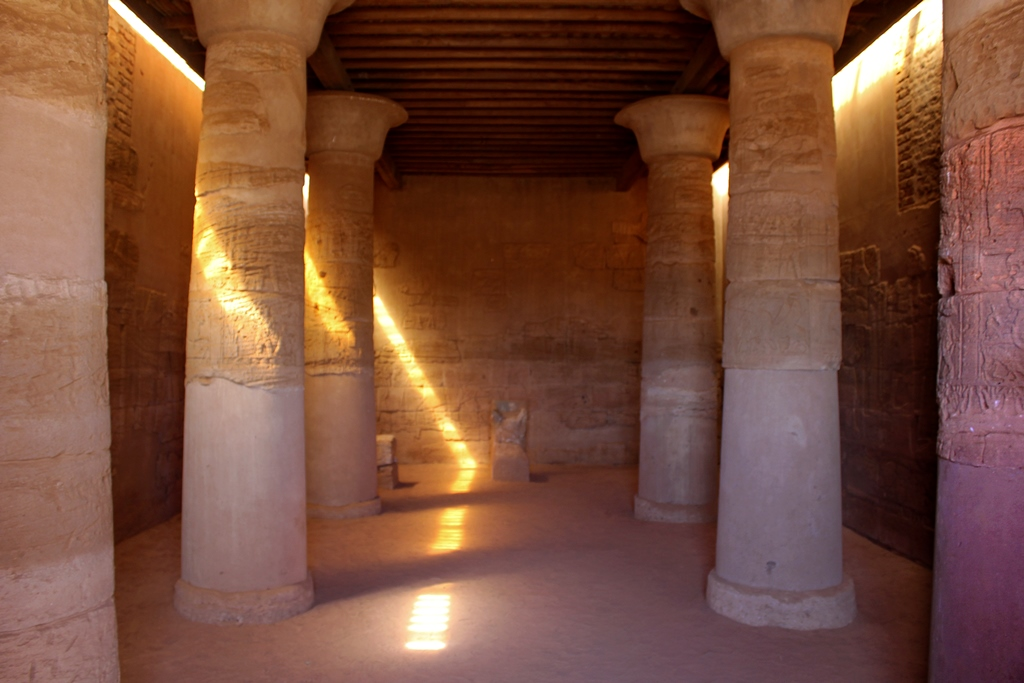
Columnas del Templo de los Leones
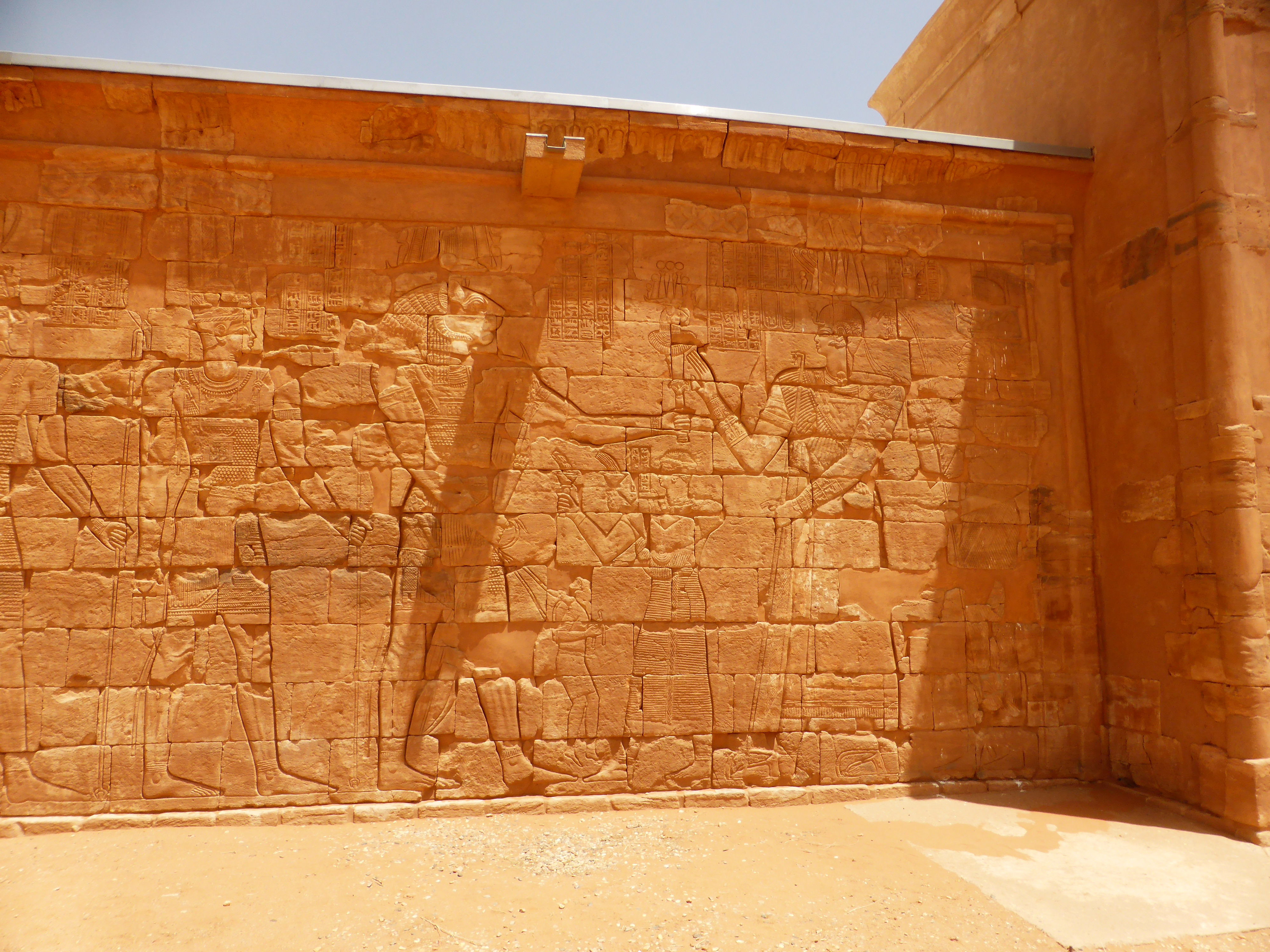
Relieve de Apedemak

## Gran Recinto
El Gran Recinto es la estructura principal del sitio. Gran parte de este complejo de edificios laberínticos de unos 45.000 m² fue construido en el siglo III ANE. Incluye templos, pasadizos, muros bajos, que evitan cualquier contacto con el mundo exterior, unas 20 columnas, rampas y dos embalses.
Hay muchas esculturas de animales, como elefantes y la mayoría de las paredes del complejo contiene grafitis tanto pictóricos como en letras meroitica o griega. El esquema del sitio es, hasta ahora, sin paralelo en Nubia y en el antiguo Egipto, y hay cierto debate sobre su propósito, con sugerencias que incluyen un colegio, un hospital y un campo de entrenamiento de elefantes. Según el erudito Basil Davidson, al menos cuatro reinas kushitas - Amanirenas, Amanishakheto, Nawidemak y Amanitore - probablemente pasaron parte de sus vidas en Musawwarat es-Sufra.

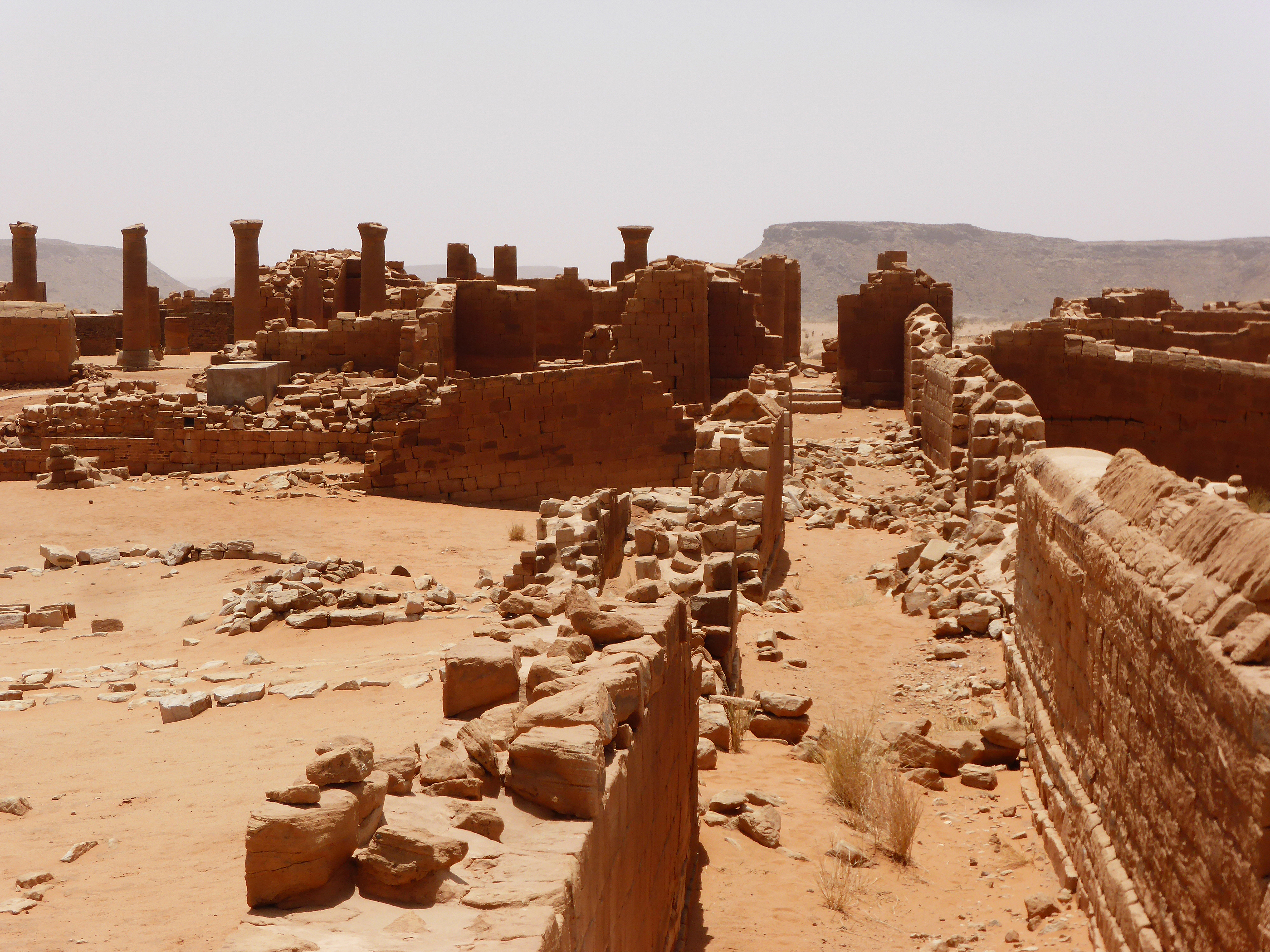
Vista sobre el Gran Recinto
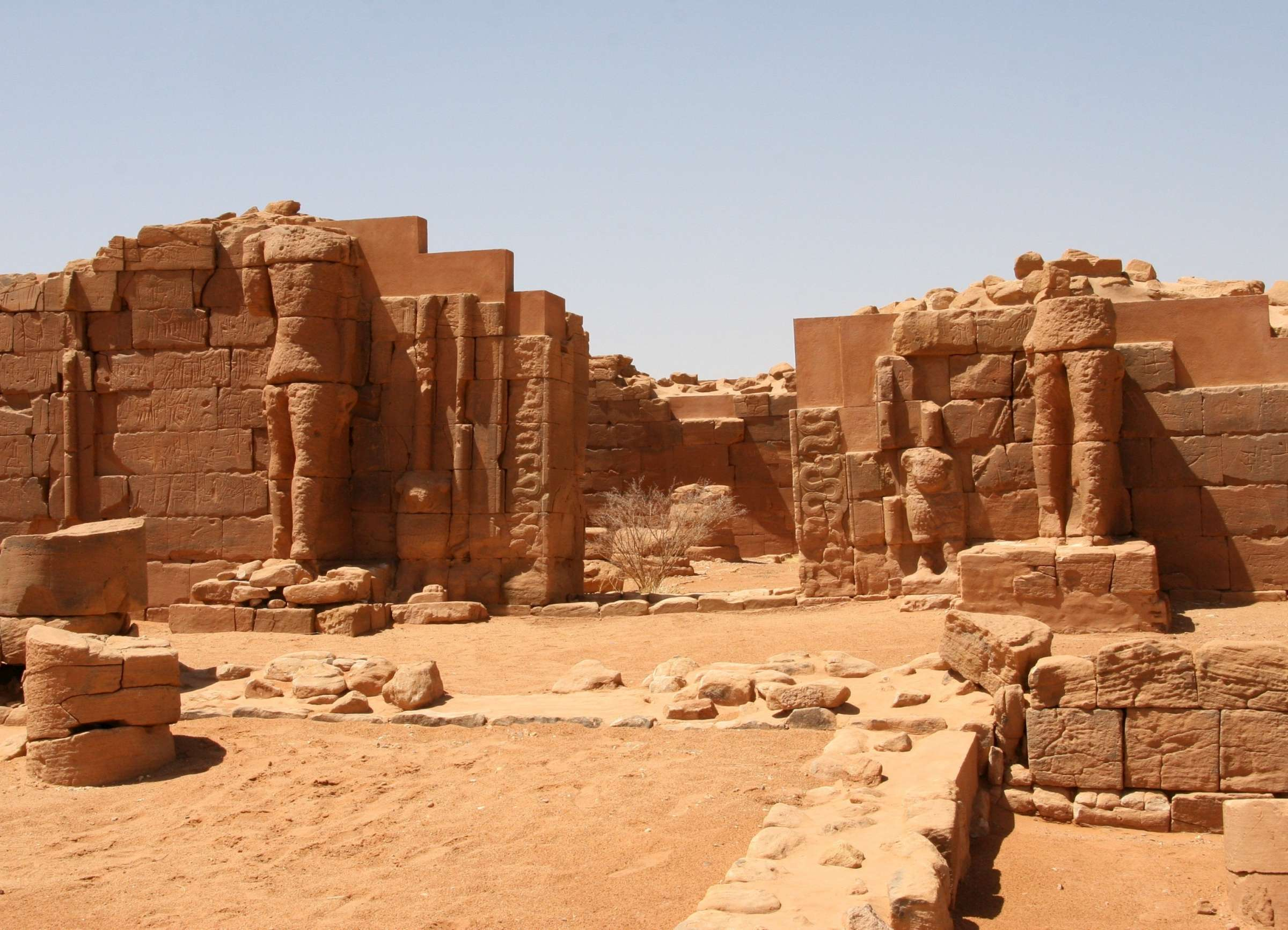
Una entrada al Gran Recinto
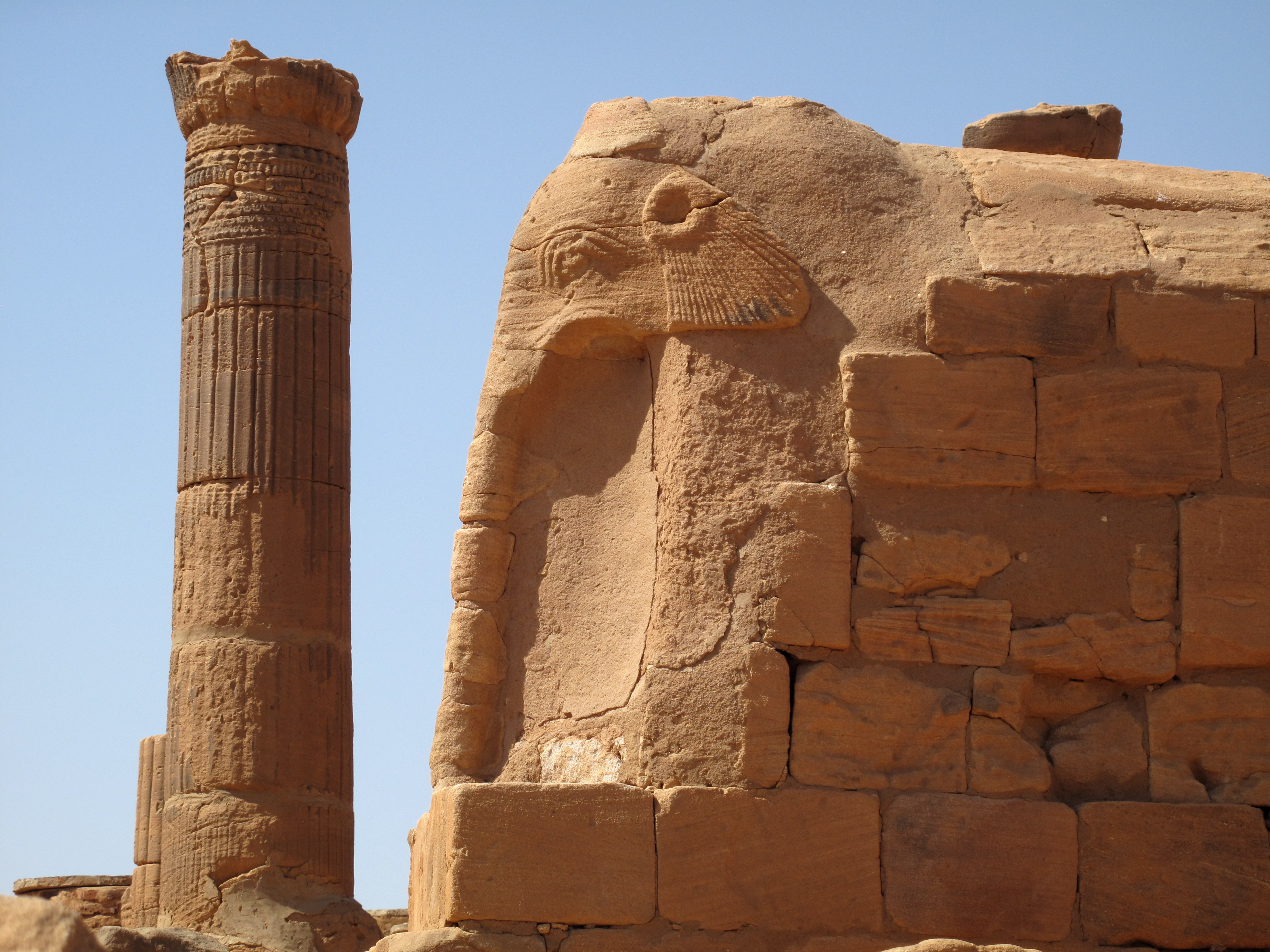
Estatua de un elefante
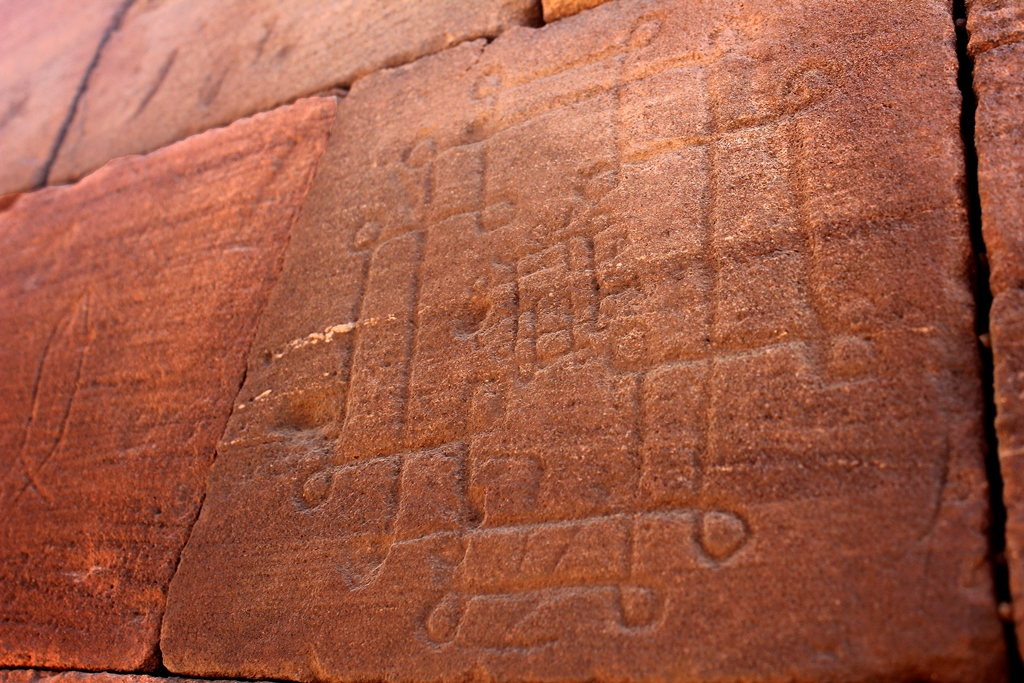
Un grabado
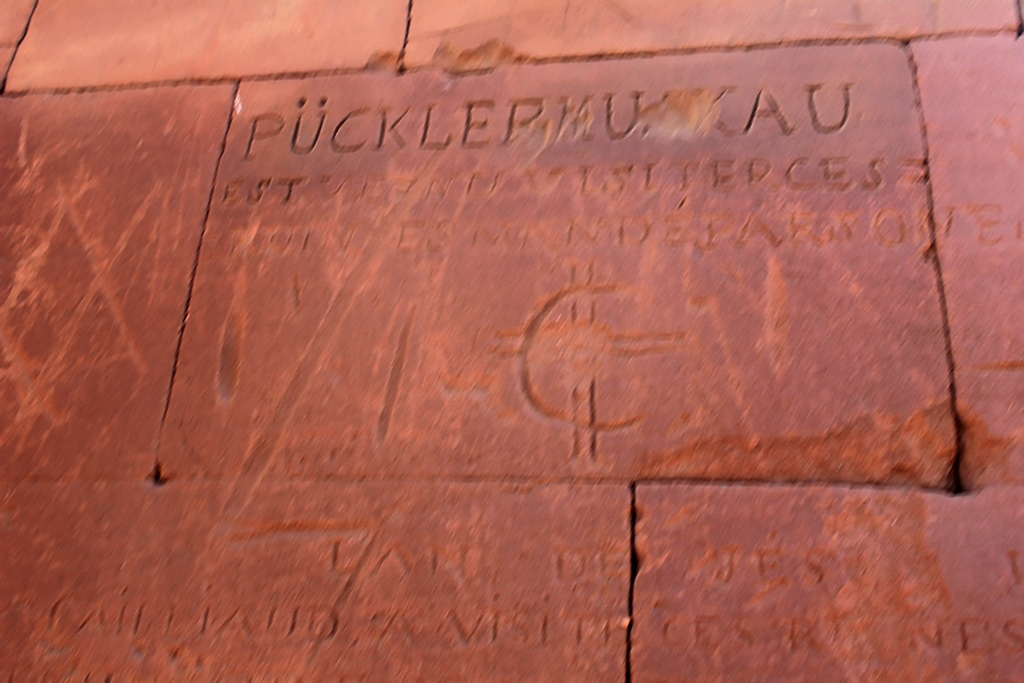
Grafiti del príncipe Hermann von Pückler-Muskau

## Gran Embalse
El Gran Embalse es un hafir para retener en la medida de lo posible las precipitaciones de la corta estación húmeda. Tiene un diámetro de 250 m y está excavado 6,3 m en el suelo.